# Медаль Луиса Леви
Медаль Луиса Леви — приз за научные и технические достижения, вручаемый с 1924 по 1997 годы Институтом Франклина (г. Филадельфия, штат Пенсильвания, США). Её лауреатами были известные учёные, в том числе три лауреата премии Тьюринга.
С 1998 года вручаются Медали Бенджамина Франклина — набор из медалей за достижения в разных областях.

## Лауреаты
Список лауреатов:
- 1924 — Харви Флетчер[англ.]
- 1925 — Harvey C. Hayes
- 1926 — Эрнест Джордж Кокер[англ.], Фрэнк Уильям Пик[англ.]
- 1927 —  Уильям Дэвид Кулидж
- 1928 —  Вэнивар Буш
- 1929 — Lodewyk J. R. Holst
- 1930 — Флойд Рихтмайер[англ.]
- 1931 — Джон Стюарт Фостер[англ.]
- 1932 — Wayne Buckles Nottingham
- 1933 — Леон Моисеев[англ.]
- 1934 — Кеннет Бейнбридж
- 1935 — Гарольд Хейзен[англ.]
- 1936 — Майо Херси[англ.]
- 1937 — Инге Люсе[англ.]
- 1938 — Alger L. Ward, Stewart S. Kurtz, Jr.
- 1939 — Кальман Юхас[англ.]
- 1940 — John F. Flagg, Charles Rosenblum
- 1941 — John Moyes Lessells, Charles Winters MacGregor
- 1942 — Джон Стронг[англ.]
- 1943 — Андерс Булл[англ.]
- 1944 — Тимошенко, Степан Прокофьевич
- 1945 — Rupen Eksergian
- 1946 —  Джордж Кларк Саутуорт[англ.]
- 1947 — Jay Brent Malin, Everett McMullin Barber,  Джордж Кларк Саутуорт[англ.], Joseph John Mikita
- 1948 —  Ян Райхман[англ.], William A. Cherry
- 1949 — Alan Stewart Fitzgerald
- 1951 — Albert Charles Walker
- 1953 — George Cheney Jr. Newton
- 1954 — Alfred Charles Blaschke, Craig Lee Taylor
- 1955 — Хаффман, Дэвид
- 1956 — Don W. Warren, Артур Бёркс[англ.], Роберт Макнотон[англ.], Carl H. Pollmar, Jesse B. Wright
- 1957 — Дэвид Стейнман[англ.]
- 1960 — Ezra S. Krendel, Дюэйн Макрюэр[англ.]
- 1961 — Холланд, Джон Генри
- 1963 — Стивен Сик-Сан Яу[англ.]
- 1968 — Karl Berger
- 1969 — Dean Charles Karnopp
- 1970 — Lin Woo
- 1972 — Mahmoud Riaz
- 1973 — David M. Auslander, Джордж Остер[англ.]
- 1974 — Анджело Миеле, John N. Damoulakis
- 1975 — David L. Jones, Frank J. Evans
- 1976 — David M. Auslander, Джордж Остер[англ.],  Карл Хаффейкер[англ.]
- 1981 — Генри Ван[англ.], Джордж Лейтманн[англ.]
- 1991 — Миллер, Джордж Армитаж
- 1992 — Ньюэлл, Аллен
- 1994 — Гарольд Кушнер
- 1997 — Диффи, Уитфилд, Хеллман, Мартин